# Felissa Rose
Felissa Rose (nascida Felissa Rose Esposito; Greenwich Village, 23 de maio de 1969) é uma atriz e produtora cinematográfica norte-americana, conhecida principalmente por trabalhar em produções de terror. Estreou no cinema atuando no longa-metragem Sleepaway Camp (1983), no qual interpretou a protagonista Angela Baker, e totaliza mais de 100 créditos ao longo de sua carreira na atuação. Entre 2015 e 2016, produziu videoclipes para a banda Slayer.

## Primeiros anos e educação
Rose nasceu no St. Vincent's Hospital em Greenwich Village, Nova Iorque. É filha de Thomas e Joan Esposito e tem ascendência italiana. Aos três anos, mudou-se com sua família para Woodbury, em Long Island. Desde pequena, demonstrou interesse pelo entretenimento, participando de aulas de dança, canto e teatro. Seu sonho era estrelar musicais na Broadway, mas mudou de ideia quando sentiu que não tinha talento para cantar. Após concluir o ensino primário, frequentou por seis anos escolas católicas, onde aprimorou suas habilidades de atuação ao apresentar-se em peças musicais, geralmente desempenhando papéis importantes.
Aos 17 anos, ela se inscreveu para admissão antecipada na Tisch School of the Arts, a escola de artes cênicas e mídia da Universidade de Nova Iorque (NYU), sendo admitida pouco tempo depois. Graduada Bacharel em Belas Artes (BFA) pela NYU, por volta de 1986 ela passou a frequentar o Lee Strasberg Theatre and Film Institute, onde começou o treinamento formal como atriz. Enquanto estava na universidade, Rose fez amizade com seu colega Adam Sandler, na época também um ator iniciante.

## Carreira

### 1982–1987: Inícios eSleepaway Camp
No início da década de 1980, Rose assinou com um agente de talentos e fez um teste para o longa-metragem Annie (1982), porém, não recebeu nenhuma ligação de volta. O agente considerava que Rose tinha uma aparência "muito étnica" que poderia influenciar nas potenciais contratações e então a enviou para outros três testes, um dos quais para o papel da tímida Angela Baker, protagonista do filme Sleepaway Camp, um terror slasher. Durante a audição, o diretor Robert Hiltzik pediu que ela fingisse comer chocolate e ficasse simplesmente olhando para o nada. Rose improvisou e convenceu o cineasta, conseguindo o papel. O filme estreou nos cinemas em novembro de 1983 e foi o primeiro trabalho profissional de Felissa, então com 13 anos, possibilitando-lhe ingressar no Screen Actors Guild.
Rose fez testes para filmes de outros gêneros, mas os diretores de elenco sempre associavam-na ao cinema de terror e a dispensavam. Assim, ainda durante o ensino secundário, ela resolveu seguir carreira no teatro, chegando a ser premiada com o New York State Championship por sua interpretação dramática. Ao longo da adolescência e enquanto frequentava a universidade, apareceu em comerciais televisivos, alguns dos quais veiculados internacionalmente, de marcas como Coca-Cola, Pepsi e Pillsbury. Em 1987, recebeu a proposta de reinterpretar Angela nas sequências de Sleepaway Camp, mas recusou para dedicar-se aos estudos no Lee Strasberg Institute. Nessa época, gravou para a MTV, junto com Sandler, um esquete cômico intitulado The Party Phone Series, que não chegou a ser lançado oficialmente.

### 1988–2000: Teatro e breves aparições na tela
No cinema, a atriz conseguiu um pequeno papel em Another Woman (1988), dirigido por Woody Allen, mas as duas cenas que filmou foram cortadas da versão final do longa-metragem. Também apareceu brevemente na comédia romântica The Night We Never Met (1993) e no obscuro Pain and Suffering. Após graduar-se na NYT, voltou-se novamente para a carreira teatral, atuando em muitos espetáculos off-Broadway em Manhattan, interpretando papéis como Desdêmona em Othello de Shakespeare, Denise Savage em Savage in Limbo, Renee em Madamme Butterfly (peça encenada na Flórida), Willie em This Property is Condemned, Karen em Phone Sex, Louise em Disorganized Crime e Nikki em Tony N' Tina's Wedding, uma comédia interativa em que o público atuava como amigo dos personagens da noiva e do noivo.
Em 1998, ela apareceu em um episódio da telessérie Prey. No ano seguinte, foi rastreada por Jeff Hayes, diretor do site oficial de Sleepaway Camp, que por meio de uma carta enviada pelo correio, pediu-lhe que concedesse uma entrevista para o site e avaliasse seu interesse em participar de uma nova sequência do filme. A atriz aceitou a proposta e começou a cogitar o retorno à franquia. Em 2000, ela apareceu no curta-metragem de terror independente Birds of a Feather, exibido no Long Island Film Festival, em Nova Iorque. Segundo o diretor Terrence Smith, embora com público restrito, esse filme tornou-se ponto de partida para novos trabalhos de Rose no cinema. Nessa época, Sleepaway Camp começava a se transformar em uma produção cult e vários diretores começaram a procurá-la para participar de seus filmes independentes.

### 2002–2009: Retorno ao cinema
Rose interpretou uma terapeuta psicótica em Horror (2002), seu primeiro longa-metragem em quase duas décadas, dirigido pelo cineasta independente Dante Tomaselli. Embora sua personagem aparecesse apenas por alguns minutos na tela, o desempenho de Rose chamou a atenção de revistas e sites de terror. A partir de então, ela continuou atuando em filmes como Zombiegeddon (2003), Nikos the Impaler (2003) e Corpses Are Forever (2004), no qual contracenou com Richard Lynch, Don Calfa e outros artistas marcados por atuações no cinema cult. Em 2005, interpretou a MILF Carolyn na cinessérie cômica Cerebral Print e apareceu nos filmes Satan's Playground e Dead Serious, uma comédia de terror com temática LGBT que fez sucesso em festivais de cinema como o Hollywood Film Festival, sendo indicada a algumas premiações.
Em 2006, Rose apresentou para a Fangoria TV o programa Screamography, uma série documental na qual ela entrevistava atores conhecidos do gênero terror. Ela fez uma participação especial como Angela Baker em Return to Sleepaway Camp, cujo projeto começou a ser desenvolvido quase 10 anos antes por ela e Hayes; o filme, idealizado como continuação direta do longa de 1983, foi lançado diretamente em DVD em 4 de novembro de 2008 e recebeu críticas negativas. No ano seguinte, interpretou uma personagem coadjuvante em Silent Night, Zombie Night, um filme que recebeu certa atenção no circuito dos festivais e no qual contracenou com Lew Temple. A base de fãs de Rose na comunidade de entusiastas do gênero cresceu a cada novo filme e desde então ela passou a ser considerada uma "rainha do grito".

### 2010–presente: Filmes e outros projetos
Ao longo da década de 2010, Rose continuou atuando em muitas produções cinematográficas. Em 2012, ela desempenhou o papel de uma cientista forense no suspense Poe. Em 2014, apareceu em Camp Dread, terror estrelado por Eric Roberts e Danielle Harris. Em 2016, estrelou o filme de terror paranormal Family Possessions e, no ano seguinte, Victor Crowley, o quarto filme da franquia slasher Hatchet, criada por Adam Green. Além disso, teve participações especiais em filmes como Dahmer vs. Gacy (2010), Dropping Evil (2012), Blood Reservoir (2014), Tales of Halloween (2015), The Last House (2015), Clawed (2017) e Lilith (2018). Ela participou como produtora em vários projetos, incluindo o antologia de terror The Perfect House (2012), na qual interpretou um dos papéis principais, os longas de horror Krampus: The Devil Returns (2016) e Death House (2017), bem como a comédia romântica Rich Boy, Rich Girl (2019), tendo também atuado nestes dois últimos.
Entre 2015 e 2016, ela produziu uma trilogia de videoclipes para a banda de thrash metal Slayer, como material de divulgação para o álbum Repentless, lançado em 2015. Desde 2019, faz parte do elenco recorrente de The Last Drive-In with Joe Bob Briggs, atração apresentada por Joe Bob Briggs na plataforma Shudder. Em 2020, estrelou o filme Scream Test, que também teve Dave Sheridan e Glenn Morshower no elenco. Em 2021, continuou envolvendo-se com vários projetos cinematográficos, voltando a contracenar com Sheridan em Bloody Summer Camp, terror ambientado na década de 1980 como forma de tributo aos slashers daquela época. Em outubro de 2022, apareceu no splatter Terrifier 2 e, em dezembro do mesmo ano, foi noticiado que ela estava trabalhando com Shelley Duvall no filme The Forest Hills.

## Vida pessoal
Rose tem um irmão chamado Frank. Ela teve uma amizade com Adam Sandler, colega de faculdade, que também namorou por um tempo uma prima da artista. Em 5 de julho de 1997, Rose casou-se com o encenador Bill Primavera, que ela conheceu enquanto participava de uma produção teatral dirigida por ele. Posteriormente, ela atuou em vários espetáculos off-Broadway realizados pelo marido. Eles se divorciaram em 14 de dezembro de 2001 e Rose passou a residir entre Nova Iorque e Califórnia.
Ela é casada desde 2004 com o ex-vocalista e guitarrista da banda de metal alternativo CKY, Deron Miller, que era fã de Sleepaway Camp e havia se inspirado no filme para nomear sua banda (CKY é abreviação de "Camp Kill Yourself"). Com Miller, Rose teve três filhos: Bianca Rose, Lola Marue e Thomas Carver. Felissa coestrelou com Miller a comédia de terror Caesar and Otto's Summer Camp Massacre (2009) e também atuou junto a Bianca e Lola em alguns filmes.

## Filmografia

### Cinema
| Ano  | Título                                                 | Papel                          | Notas                                   | Ref.   |
| ---- | ------------------------------------------------------ | ------------------------------ | --------------------------------------- | ------ |
| 1983 | Sleepaway Camp                                         | Angela Baker                   |                                         | [ 2 ]  |
| 1992 | Sleepaway Camp IV: The Survivor                        | Angela Baker                   | Filmagem de arquivo                     | [ 17 ] |
| 1993 | The Night We Never Met                                 | Jovem garota                   | Cameo                                   | [ 4 ]  |
| 2000 | Birds of a Feather                                     | Dolores                        | Curta-metragem                          | [ 1 ]  |
| 2001 | Daybreak                                               | Sally                          |                                         | [ 28 ] |
| 2002 | Horror                                                 | Terapeuta de arte              |                                         | [ 18 ] |
| 2003 | Nikos the Impaler                                      | Sandra Kane                    |                                         | [ 18 ] |
| 2003 | Something to Scream About                              | Ela mesma                      | Documentário                            | [ 18 ] |
| 2003 | Corpses Are Forever                                    | Gina                           | Diretamente em vídeo                    | [ 4 ]  |
| 2003 | Scary Tales: The Return of Mr. Longfellow              | Sarah                          | Segmento: "Dennis Frye vs. The Zombies" | [ 19 ] |
| 2003 | Zombiegeddon                                           | Melissa                        | Diretamente em vídeo                    | [ 17 ] |
| 2005 | Dead Things                                            | Amanda Donner                  | Diretamente em vídeo                    | [ 17 ] |
| 2005 | Cerebral Print: The Secret Files                       | Carolyn / Tiffany              |                                         | [ 17 ] |
| 2005 | Satan's Playground                                     | Donna                          |                                         | [ 4 ]  |
| 2005 | Dead Serious                                           | Susan Rosario                  |                                         | [ 28 ] |
| 2006 | Going to Pieces: The Rise and Fall of the Slasher Film | Ela mesma                      | Documentário                            | [ 28 ] |
| 2006 | Evil Ever After                                        | Vizinha                        | Diretamente em vídeo                    | [ 17 ] |
| 2006 | Say You Love The Devil                                 | Heidi Broonen                  | TA: Under Surveillance                  | [ 19 ] |
| 2006 | Slaughter Party                                        | Tara                           | Diretamente em vídeo                    | [ 18 ] |
| 2008 | Dead and Gone                                          | Peggy Goldstein                |                                         | [ 18 ] |
| 2008 | Return to Sleepaway Camp                               | Angela Baker                   | Diretamente em vídeo                    | [ 11 ] |
| 2008 | Psycho Sleepover                                       | Marilyn Saunders               |                                         | [ 17 ] |
| 2009 | Caesar and Otto's Summer Camp Massacre                 | Carrie                         | Produtora executiva                     | [ 17 ] |
| 2009 | Destination Fame                                       | Connie                         | Diretamente em vídeo                    | [ 28 ] |
| 2009 | Deadly Little Christmas                                | Mary                           | Diretamente em vídeo                    | [ 28 ] |
| 2009 | Silent Night, Zombie Night                             | Elsa Lansing                   |                                         | [ 28 ] |
| 2009 | His Name Was Jason: 30 Years of Friday the 13th        | Ela mesma                      | Documentário                            | [ 18 ] |
| 2010 | Dahmer vs. Gacy                                        | Joanie Farana                  |                                         | [ 17 ] |
| 2011 | Shy of Normal: Tales of New Life Experiences           | Jamie                          |                                         | [ 17 ] |
| 2012 | Dropping Evil                                          | Vice-presidente Baker          |                                         | [ 17 ] |
| 2012 | Poe                                                    | Patologista forense Amy Short  |                                         | [ 13 ] |
| 2012 | The Perfect House                                      | Mãe                            | Produtora                               | [ 1 ]  |
| 2012 | Slice and Dice: The Slasher Film Forever               | Ela mesma                      | Documentário                            | [ 18 ] |
| 2012 | Caesar and Otto's Deadly Xmas                          | Esposa de Demian               | Produtora                               | [ 19 ] |
| 2012 | I Was a Teenage Suicide                                | Kelly                          |                                         | [ 17 ] |
| 2014 | M Is for Matchmaker                                    | Paquera #2                     |                                         | [ 17 ] |
| 2014 | Camp Dread                                             | Rachel Steele                  |                                         | [ 14 ] |
| 2014 | Blood Reservoir                                        | Angela Stone                   |                                         | [ 28 ] |
| 2015 | Zombie Killers: Elephant's Graveyard                   | Lia                            |                                         | [ 28 ] |
| 2015 | Caesar & Otto's Paranormal Halloween                   | Lakota                         |                                         | [ 28 ] |
| 2015 | The Last House                                         | Corretora de imóveis           | TA: Breath of Hate                      | [ 28 ] |
| 2015 | Within These Walls                                     | Sage Hawthorne                 |                                         | [ 28 ] |
| 2015 | Tales of Halloween                                     | Mãe                            | Filme coletivo                          | [ 17 ] |
| 2015 | Jurassic City                                          | Apresentadora de notícas       |                                         | [ 17 ] |
| 2016 | Terror Tales                                           | Bruxa                          | Segmento: "Epidemic"                    | [ 17 ] |
| 2016 | Dead End                                               | Merideth                       |                                         | [ 17 ] |
| 2016 | Trilogie de Tragedie                                   | Cindy                          |                                         | [ 28 ] |
| 2016 | 2 Jennifer                                             | Jennifer Smith                 |                                         | [ 18 ] |
| 2016 | Family Possessions                                     | Susan                          |                                         | [ 15 ] |
| 2016 | Krampus: The Devil Returns                             |                                | Produtora associada                     | [ 18 ] |
| 2017 | Clawed                                                 | Sandra                         |                                         | [ 28 ] |
| 2017 | No Solicitors                                          | Priscilla                      | Produtora                               | [ 28 ] |
| 2017 | Victor Crowley                                         | Kathleen                       |                                         | [ 16 ] |
| 2017 | Garlic and Gunpowder                                   | Ma                             |                                         | [ 18 ] |
| 2017 | To Hell and Back: The Kane Hodder Story                | Ela mesma                      | Documentário                            | [ 18 ] |
| 2017 | Death House                                            | Dr. Angela Freeman             | Produtora                               | [ 19 ] |
| 2017 | Bethany                                                | Janice, a corretora de imóveis |                                         | [ 17 ] |
| 2017 | Swamp Freak                                            | Professora Magda Jenkins       |                                         | [ 17 ] |
| 2017 | My Uncle John Is a Zombie!                             | Frequentadora da convenção     |                                         | [ 17 ] |
| 2018 | Welcome To Hell                                        | Eliza                          | Segmento: "Maternal Instincts"          | [ 17 ] |
| 2018 | Last American Horror Show                              | Angelina                       |                                         | [ 28 ] |
| 2018 | Lilith                                                 | Lilith                         |                                         | [ 28 ] |
| 2018 | Rootwood                                               | Laura Benott                   |                                         | [ 28 ] |
| 2018 | Ugly Sweater Party                                     | Sra. Mandix                    |                                         | [ 28 ] |
| 2018 | Extremity                                              | Angry Mia                      |                                         | [ 18 ] |
| 2018 | For Jennifer                                           | Jennifer Smith                 |                                         | [ 19 ] |
| 2018 | The Sunday Night Slaughter                             | Detetive Kelly Stone           |                                         | [ 17 ] |
| 2018 | The Crossing                                           | Lola                           |                                         | [ 17 ] |
| 2018 | Lake of Shadows                                        | Paula Grogan                   |                                         | [ 17 ] |
| 2019 | It's Here                                              | Lori                           | Segmento: "The Corner"                  | [ 17 ] |
| 2019 | More Beautiful for Having Been Broken                  | Milicente                      |                                         | [ 17 ] |
| 2019 | It Wants Blood!                                        | Tammy                          |                                         | [ 17 ] |
| 2019 | A Nun's Curse                                          | Irmã Monday                    |                                         | [ 28 ] |
| 2019 | Slayer: The Repentless Killogy                         |                                | Coprodutora                             | [ 29 ] |
| 2019 | Rich Boy, Rich Girl                                    | Sra. Warren                    | Coprodutora                             | [ 18 ] |
| 2020 | Hanukkah                                               |                                | Produtora                               | [ 18 ] |
| 2020 | Camp Twilight                                          | Jessica Bloom                  | Roteirista                              | [ 28 ] |
| 2020 | Knifecorp                                              | Mãe de Wally                   |                                         | [ 28 ] |
| 2020 | Scream Test                                            | Angie Newborn                  |                                         | [ 17 ] |
| 2020 | Twisted Twin                                           | Enfermeira Rita                |                                         | [ 17 ] |
| 2020 | Unusual Attachment                                     | Tia Sharon                     |                                         | [ 17 ] |
| 2020 | The Special                                            |                                | Produtora                               | [ 30 ] |
| 2020 | Day 14                                                 | Cameo de voz                   | Curta-metragem                          | [ 31 ] |
| 2020 | The Amityville Harvest                                 |                                | Produtora                               | [ 19 ] |
| 2020 | Kill Giggles                                           | Dra. Courtney Lee              |                                         | [ 17 ] |
| 2021 | Demented                                               | Detetive                       | Produtora associada                     | [ 17 ] |
| 2021 | Bearry                                                 | Sam                            |                                         | [ 28 ] |
| 2021 | Ring of Desire                                         | Belinda                        |                                         | [ 28 ] |
| 2021 | Killer Rose                                            | Rose                           |                                         | [ 28 ] |
| 2021 | Bloody Summer Camp                                     | Michelle Crowell               |                                         | [ 28 ] |
| 2022 | How to Kill Your Roommates and Get Away With It        | Agente Denver                  |                                         | [ 28 ] |
| 2022 | ShadowMarsh                                            | Jill                           |                                         | [ 28 ] |
| 2022 | Shriekshow                                             | Gloria                         |                                         | [ 28 ] |
| 2022 | Mike & Fred Vs. The Dead                               | Mãe                            |                                         | [ 28 ] |
| 2022 | Pandemic Thirst                                        | Lamia                          |                                         | [ 28 ] |
| 2022 | Terrifier 2                                            | Ms. Principe                   |                                         | [ 22 ] |
| 2023 | Time's Up                                              | Powell                         | Produtora                               | [ 28 ] |
| 2023 | The Omicron Killer                                     | Edie Schaefer / Necromante     |                                         | [ 28 ] |
| 2023 | Teddy Told Me To                                       | Kristy                         |                                         | [ 28 ] |
| 2023 | Craving                                                | Les                            |                                         | [ 28 ] |
| 2023 | The New Hands                                          | Dra. Pretorius                 |                                         | [ 28 ] |
| 2023 | Wolf Hollow                                            | Evie Neuri                     |                                         | [ 28 ] |
| 2023 | The Epidemic                                           | Stephanie                      |                                         | [ 28 ] |
| 2023 | The Forest Hills                                       | Dra. Gonzales                  |                                         |        |

### Televisão
| Ano     | Título                                          | Papel               | Notas                                    | Ref.   |
| ------- | ----------------------------------------------- | ------------------- | ---------------------------------------- | ------ |
| 1998    | Prey                                            | Michelle            | Episódio: "Progeny"                      | [ 6 ]  |
| 2006    | Screamography                                   | Apresentadora       | Fangoria TV                              | [ 8 ]  |
| 2008    | Hotdog Casserole                                | Vicky               | Comédia de esquetes                      | [ 32 ] |
| 2018    | The Last Drive-In with Joe Bob Briggs           | Ela mesma           | Episódio: "Sleepaway Camp"               | [ 19 ] |
| 2019    | The Boulet Brothers' Dragula                    | Ela mesma / Jurada  | Episódio: "No Throw Aways, Not Recycled" | [ 19 ] |
| 2019    | Stalked by My Doctor: A Sleepwalker's Nightmare | Pamela              | Telefilme                                | [ 17 ] |
| 2019-21 | The Last Drive-In with Joe Bob Briggs           | Mangled Dick Expert | Recorrente                               | [ 19 ] |

### Vídeos musicais
| Ano  | Canção               | Artista | Notas     | Ref.   |
| ---- | -------------------- | ------- | --------- | ------ |
| 2015 | "Repentless"         | Slayer  | Produtora | [ 20 ] |
| 2016 | "You Against You"    | Slayer  | Produtora | [ 20 ] |
| 2016 | "Pride in Prejudice" | Slayer  | Produtora | [ 20 ] |